# Couvent des Capucins (Sitten)

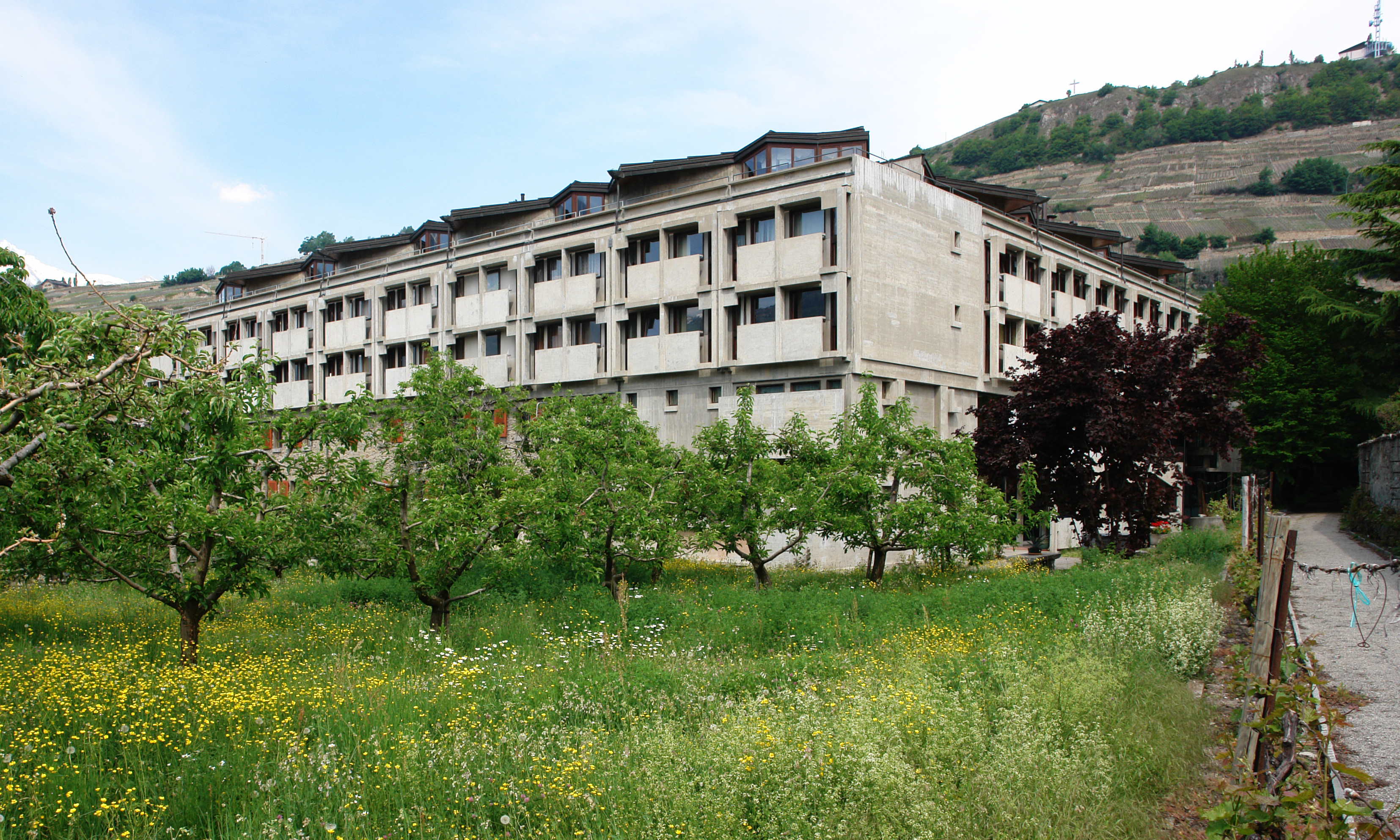
Das Kloster von Süden

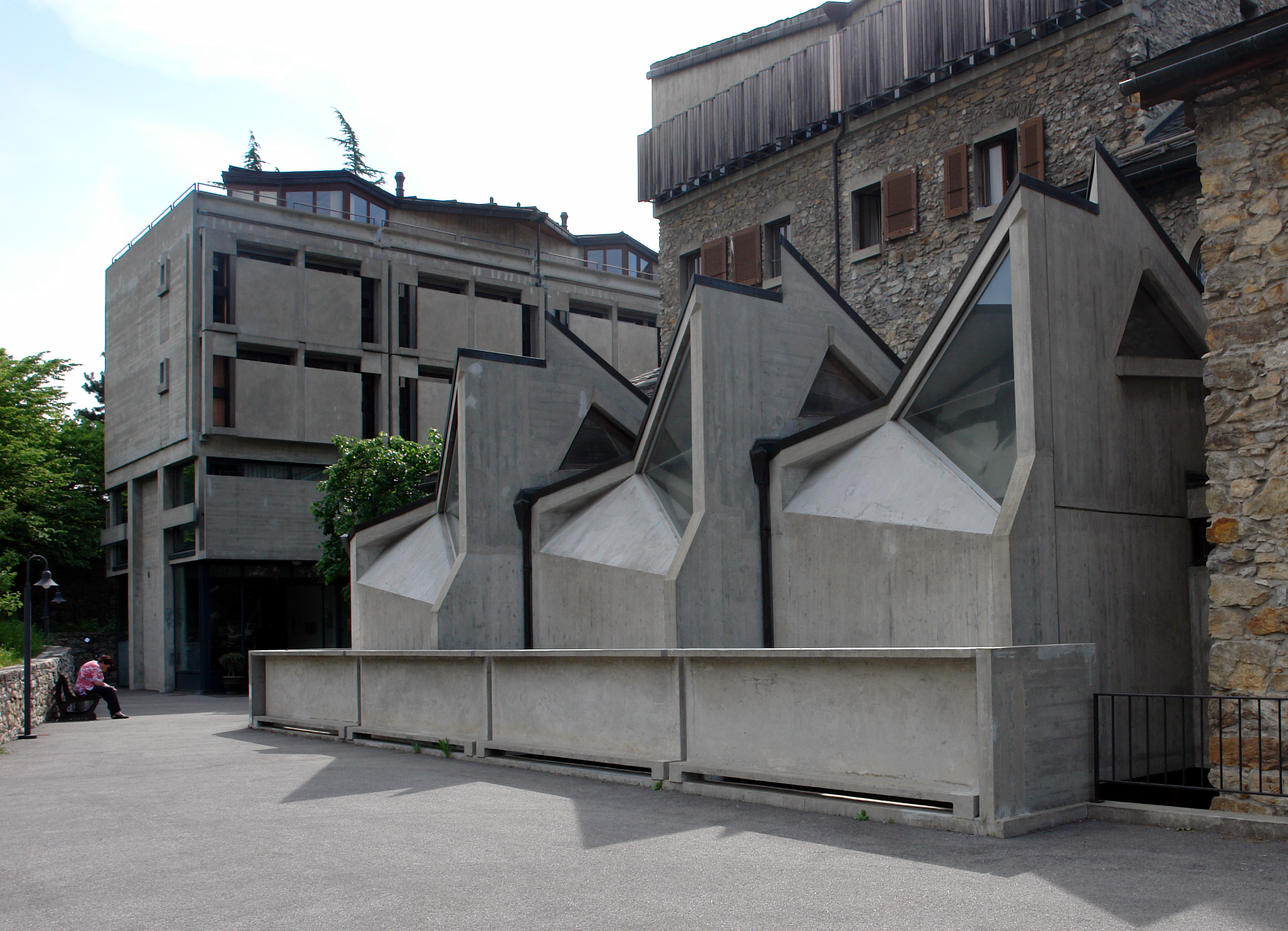
Kapellenkranz an der alten Klosterkirche

Der Couvent des Capucins (frz. Kapuzinerkloster) in Sitten ist ein Kloster, dessen Gebäude seit 1992 teilweise als Pflegeheim genutzt wird. Architekt des Neubaus von 1961 bis 1968 war Mirco Ravanne, Mailand, den Umbau bewerkstelligten Baechler+Gagliardi, Sitten.

## Baubeschreibung
Die ursprüngliche Bausubstanz des Kapuzinerklosters stammte aus dem Barock, erbaut 1631–1643, es war nach 1920 bereits der Chor vergrößert und 1930 durch Alphonse de Kalbermatten der Südflügel erweitert und mit einem dritten Geschoss aufgestockt worden. 1948 erregte der Couvent Aufsehen, als nach einem Erdbeben die Kirche saniert werden musste und vom italienischen Futuristen Gino Severini neu ausgemalt wurde; das damals umstrittene Altarbild stellt die Stigmatisierung des Franziskus dar.
Der Umbau der 1960er Jahre, das Meisterwerk Ravannes, der 15 Jahre im Wallis verbracht hatte, setzt seinen abgezirkelten, L-förmigen Baukörper präzise auf den Grundmauern der alten Abtei auf. Ansonsten verließ Ravanne aber den Ansatz, den Charakter des barocken Ursprungsgebäudes möglichst zu wahren, sondern entschloss sich, mit Unterstützung des Guardians Pere Damien, eine zeitgenössische Lösung zu suchen. Er nahm zunächst das Kloster – in seinem Zustand vor 1930 – als Rohmaterial, zum Ausgangspunkt seiner Überlegungen. Dafür schlug er den Verputz ab und legte das alte Bruchsteinmauerwerk frei, Symbol des Franziskanischen Armutsideals, aber gleichzeitig auch Bezugspunkt und Kontrast zu dem hinzuzufügenden Neuen, das vor allem aus Sichtbeton, Glas, Metall, Holz besteht. Dieses Neue folgt nun zwei Systemen, die dem Vorhandenen überlagert wurden; einem Orthogonalraster, das vor allem den beiden neugebauten, den Kreuzgang schliessenden Ost- und Südflügeln Ordnung gibt, und einem konstruktiven Faltwerk, das die Deckenaufbauten, Seitenkapellen, Passerellen des Kreuzgangs und vor allem den Chorabschluss strukturiert. So entstand ein Baukastensystem, das auf den Resten des Alten aufsitzt und sie filigran quasi bekrönt. Das modulare Grundraster leitete sich aus der paarweise angeordneten Doppelzelle ab, der Aufriss folgte den Brise-Soleil, die lediglich ausschnitthafte Ausblicke in die Landschaft zulassen, gleichsam ein Blinzeln.
Der Bau wurde als aus dem zeitgenössischen Walliser Architekturgeschehen herausstechend beschrieben, allerdings von der Fachwelt kaum diskutiert. So wunderte sich Stanislaus von Moos ein Jahrzehnt später: «Wie war es möglich, dass dieser Bau, der weit über dem Niveau der besten Schweizer ‹Qualitätsarchitektur› des vergangenen Jahrzehnts steht, abgesehen von einem kurzen Aufflackern journalistischer Neugierde in Anbetracht der nonkonformistischen Walliser Kapuziner, von der Fachwelt des Landes (die Architekturzeitschriften nicht ausgenommen) durch all die Jahre ignoriert wurde?», während Marie-Claude Morand das Kloster wiederum fünf Jahre später als «bewundernswerte Lektion für kommende Zeiten» und «… eine der seltenen gelungenen Interventionen auf Vorhandenem» beschrieb. Sie vermutete dahinter die spezifisch italienische Erfahrung des aus Venedig stammenden und in Mailand tätigen Architekten, das dortige rasche Wachstum der Metropolen Mailand, Turin und Rom hätten den Umgang mit und die Sanierung von Vorhandenem viel wichtiger gemacht als in der Schweiz, so dass hier ein «radikal neues Element» in die Schweizer Architekturszene eingebracht worden sei.
Die Ausstellung, die 1998 von den Hochschulen der Romandie über Mirco Ravanne entwickelt wurde und in Lausanne, Genf, Biel, Sitten und Zürich gezeigt wurde, thematisierte breit den Couvent des Capucins.